# Martín Guerrero
Martín Guerrero (Calahorra, ¿? - Calahorra, 2 de abril de 1631) fue un compositor y maestro de capilla español.

## Vida
El musicólogo José López Calo lo hace natural de Calahorra, en cuya catedral se habría formado musicalmente. El 21 de noviembre de 1587 las actas capitulares registran el cese del mozo de coro Martín Guerrero. Es de suponer que por edad, ya que continuó como miembro de la capilla de música y otros diversos cargos. No es totalmente seguro que se refiera a él, pero el 24 de julio de ese año se encarga a un Guerrero que «tenga en cuenta de los libros de coro y de entonar el órgano, con un salario de 6 000 maravedís».
Su ingreso como maestro de capilla de la Catedral de Valladolid resulta un tanto confusa. Mientras el musicólogo Pedro Aizpurúa da como año de entrada 1600, otros como Virgili Blanquet y Palacios Sanz dan como fecha de entrada 1594, lo que parece más probable, ya que el maestro Juan de la Peña había dejado vacante el cargo vallisoletano en 1594 para dirigirse a la Catedral de Cuenca, para ocupar allí el mismo cargo.
Las únicas noticias suyas en Valladolid son del 7 y 19 de agosto de 1600. El 7 de agosto el cabildo fijó lagunas obligaciones del maestro de capilla, entre las que se encontraban ar lección a los mozos de coro y a los del seminario cada día, mañana y tarde, al acabar las horas, «so pena de un real cada día». La segunda noticia, del 19 de agosto, informa de un pago de ocho ducados que se le realizó por las «fiestas de la venida del rey». Al parecer permaneció en el cargo hasta el 11 de septiembre de 1600.
El 31 de marzo de 1601 el cabildo de la Catedral de Calahorra elegía a Martín Guerrero como maestro de capilla con una media ración, que tomó posesión del cargo el 26 de mayo de ese mismo año.

[...] que es maestro de capilla de la catedral de Valladolid, por sus buenas partes, habilidad y suficiencia, y que es natural desta ciudad, y que proveyéndole la media ración vendría, aunque algunos dificultaron, por decir que tenía allí más renta.
Actas capitulares de la Catedral de Calahorra, 31 de marzo de 1601

El 5 de diciembre de 1603 aparecen las primeras noticias sobre las composiciones de Guerrero, que «haga villancicos para esta Pascua de Navidad, y el secretario del Cabildo hable al maestro gramático para si se pueden hacer algunas fiestas, y para los villancicos de los músicos, acudan a casa del maestro de capilla». Seis años más tarde, el 24 de enero de 1609, se le entregaban 100 reales por las pasadas Navidades. Un año más tarde,

[...] el señor maestro de capilla propuso que atento la ocupación de las fiestas de Navidad se le diese licencia. Y conferido el caso se acordó que se le cuente por doce días, y acabe los villancicos ocho días antes de Navidad, y dé lecciones  todos los días por la tarde, y los músicos vengan a probar los villancicos, pena de un real.
Actas capitulares de la Catedral de Calahorra, 4 de diciembre de 1610

Indicativo del intercambio de música entre las catedrales españolas, en 1621 Diego Bruceña, maestro de capilla de la Catedral de Zamora, enviaba a Calahorra un libro de canto de órgano de motetes y magníficats «muy curioso y necesario». El cabildo calagurritano envió diez ducados por el libro y encargó al maestro de capilla y al organista que respondiesen en misiva al zamorano.
Su estancia en Calahorra transcurrió sin grandes sobresaltos, aunque tuvo algunos litigios con el organista y en 1622 se le llamó la atención por descuidar las lecciones al coro que eran su obligación. Pero las desavenencias no debieron ser de importancia, porque poco después se le daba la ración entera y a partir de ese momentos las relaciones volvieron a ser muy cordiales. De hecho, en febrero de 1623 el maestro de capilla pagaba de su bolsillo «para regalarle a la iglesia» lo que habían costado las flautas nuevas y los bajoncillos, repitiéndose una noticia similar en abril de 1625 con los bajones. En enero de 1625 se le volvía a recordar «que el señor maestro de capilla, pues está con salud, se anime a dar lección y enseñar a los muchachos con todo cuidado». El 30 de agosto del mismo año pare haber habido una confusión, pues mientras la capilla ensayaba villancicos durante la hora tercia, no hubo nadie en el facistol para la misa, lo que le valió una multa al maestro y a varios músicos. En enero de 1627 se le volvía a recordar que acudiese todos los días a dar lección de contrapunto una hora después de la sexta y otra vez por la tarde después de completas.
Falleció ab intestato en Calahorra el 2 de abril de 1631.

## Obra
No se han conservado composiciones del maestro Martín Guerrero.